# Walter Mummery
Walter Mummery (né le 10 septembre 1893 à Chicago, dans l'état de l'Illinois aux États-Unis - mort le 31 mars 1974 à Chicago) est un joueur professionnel de hockey sur glace. Il joua au hockey pour les Bulldogs de Québec entre 1914 et 1917. Son frère, Harry, était également joueur professionnel de hockey sur glace.

## Biographie
Walter Mummery est né à Chicago dans l'Illinois aux États-Unis mais par la suite sa famille déménage à Brandon dans le Manitoba au Canada. En 1913, Mummery rejoint les Wheat Kings de Brandon de la Manitoba Hockey League. Lors de la saison suivante, les deux frères rejoignent l'équipe des Bulldogs de Québec dans l'Association nationale de hockey.
En 1917, une nouvelle ligue de hockey voit le jour, la Ligue nationale de hockey.  Avant le début de la saison 1917-1918, la ligue qui a décidé de ne conserver que quatre équipes doit choisir qui des Bulldogs de Québec ou des Arenas de Toronto jouent la première saison en compagnie des Canadiens de Montréal, des Wanderers de Montréal et des Sénateurs d'Ottawa. Ce sont les Bulldogs qui sont finalement renvoyés de la ligue et leurs joueurs sont tous récupérés par les autres équipes : Jack McDonald, Dave Ritchie, George Carey et Jack Marks rejoignent les Wanderers ; Joe Malone, Joe Hall et Walter Mummery prennent la direction des Canadiens ; Rusty Crawford devient membre des Sénateurs ; Harry Mummery et Skull Johnson sont intégrés à l'effectif de Toronto.
Il ne joue pas un seul match avec les Canadiens et est prêté en décembre aux Wanderers. Mais avant qu'il ait l'opportunité de disputer une rencontre avec sa nouvelle équipe, leur patinoire, l'Aréna de Montréal, est détruite par un incendie.